# رزی (آلبوم رزی)
رزی (به انگلیسی: Rosie) نخستین آلبوم استودیویی از خوانندهٔ کره‌ای-نیوزیلندی رزی می‌باشد که در ۶ دسامبر سال ۲۰۲۴ از سوی بلک لیبل و آتلانتیک رکوردز منتشر گردید. این آلبوم اولین انتشار انفرادی او از زمان خروج از وای‌جی انترتینمنت و اینترسکوپ رکوردز در سال ۲۰۲۳ می‌باشد. رزی با تعدادی از همکاران از جمله برونو مارس، کارتر لنگ، عمر فدی رزی را نوشت و تهیه کرد. این آلبوم به‌عنوان یک آلبوم پاپ ۱۲ آهنگی طراحی شد که سبک های پاپ پانک و سبک های آلترناتیو پاپ را بررسی میکند، در حالی که عناصر ریتم اند بلوز دهه‌ی ۱۹۹۰ م، سینث-پاپ و تصنیف را با هم ترکیب میکند. موضوع نگرش مثبت رزی به شهرت و دلشکستگی اوایل بیست سالگی‌اش را بررسی می‌کند.
سه تک‌آهنگ از این آلبوم حمایت کردند. "ای‌پی‌تی." همکاری بین رزی و مارس، به عنوان تک‌آهنگ اصلی آلبوم در ۱۸ اکتبر ۲۰۲۴ منتشر شد. این تک‌آهنگ به رتبه‌ی یک در ۲۰۰ آهنگ جهانی بیلبورد رسید و در مناطق مختلف از جمله کره جنوبی،استرالیا، ژاپن و نیوزلند در صدر جدول قرار گرفت.
پس از آن تک‌آهنگ های "دختر شماره یک" و تا آخرش سمی بودیم منتشر شد. پس از انتشار، رزی در رتبه سوم بیلبورد 200 قرار گرفت و به بالاترین رتبه از یک خواننده زن کی پاپ در جدول تبدیل شد.
این همچنین در کشورهایی مانند استرالیا، کانادا، آلمان، ژاپن، نیوزلند، کره جنوبی و بریتانیا وارد ده کشور برتر شد.
رزی به طور کلی نقدهای مطلوبی از منتقدان دریافت کرد و اکثر منتقدان آلبوم را به خاطر عمق احساسی درک شده، ترانه سرایی قوی و صدای پاپ همه کاره تحسین کردند؛ با این حال، چند منتقد دریافتند که آلبوم فاقد هویت است.

## پیش‌زمینه
در دسامبر ۲۰۲۳، وای‌جی انترتینمنت فاش کرد که اگرچه رزی به همراه سایر اعضای بلک‌پینک قراردادهای خود را برای فعالیت های گروهی تمدید کردند، اما آنها قراردادهای خود را برای فعالیت های فردی خود با آژانس امضا نکردند. در ۱۷ ژوئن ۲۰۲۴، تهیه کننده اصلی بلک‌پینک تدی پارک فاش کرد که بلک لیبل، شرکت وابسته وای‌جی انترتینمنت، در حال مذاکره با رزی برای یک قرارداد انحصاری است.  روز بعد، تایید شد که او یک قرارداد مدیریتی با لیبل امضا کرده است. در ۲۶ سپتامبر، رزی فاش کرد که قراردادی انفرادی با آتلانتیک رکوردز نیز امضا کرده است و آهنگ‌های جدیدی در چند ماه آینده در راه است.

## موضوعات و اشعار
فکر می‌کنم به اندازه‌ی کافی سپاسگزارم که چند رابطه را پشت سر گذاشتم، میدانی, مثل یک دختر معمولی در دهه‌ی ۲۰ سالگی‌اش. من می‌خواهم مردم بفهمند که من با دوست‌دختر معمولی شما یا دختری ۲۳ ساله تفاوت چندانی ندارم. من احتمالا بسیار قابل ارتباط هستم اگر به آهنگ‌های من گوش دهید و اگر کسی در چنین رابطه‌ای بوده است. این حتی لازم نیست درباره‌ی دوست‌پسر باشد، فقط هر نوع رابطه‌ی سمی ای.— رزی روی مضامین آلبوم.
رزی با ۱۲ قطعه، به عنوان "یک انفجار صداقت" از خواننده توصیف شده است که رزی را به عنوان یکی از نویسندگان کل آلبوم به نمایش می گذارد. در توضیح عنوان آلبوم، رزی فاش کرد که او رزی را انتخاب کرده است، نام مستعاری که از نام کوچکش رزان گرفته شده است، که او به "دوستان و خانواده اجازه می دهد که [او] را صدا بزنند"، برای ابراز تمایل خود برای اینکه شنوندگان احساس نزدیکی به او کنند. او همچنین به اشتراک گذاشت که رزی پس از اینکه خود را در یک جلسه ضبط در لس آنجلس و پس از پایان تور جهانی بورن‌پینک (۲۰۲۲-۲۰۲۳) بلک‌پینک پیدا کرد، به عنوان یک "ژورنال کوچک" شخصی تصور شد.
رزی که بازتابی از تجربیات شخصی او از یک رابطه شکست خورده است، در درجه‌ی اول به عنوان "آلبوم جدایی" شناخته می شود که احساسات رزی از درد دل، فقدان، خشم و میل را بررسی می کند. علاوه بر این، این آلبوم بینشی از مسیریابی او از زندگی به عنوان یک "زن 20 ساله" را تحت نظارت شدید عمومی ارائه می دهد و چشم اندازی از پیچیدگی های احساسات جوانی را به نمایش می گذارد.  رزی در مصاحبه ای با پی‌پر فاش کرد که رزی به لحاظ موضوعی درباره‌ی "۲۰سالگی وحشتناک" او و امیدهایش برای وادار کردن مردم به درک او به عنوان یک شخص است، وی تصریح کرد: "حاضرم کمی آسیب پذیرتر و بازتر و صادق‌تر باشم تا مردم سوءتفاهم نکنند و مرا برای همان چیزی که هستم بپذیرند.

## فهرست ترانه‌ها
| فهرست ترانه‌های رزی | فهرست ترانه‌های رزی     | فهرست ترانه‌های رزی                                                                                              | فهرست ترانه‌های رزی               | فهرست ترانه‌های رزی |
| شماره              | نام                    | نویسنده(ها) | تهیه‌کننده(ها)                    | مدت                |
| ------------------ | ---------------------- | --- | -------------------------------- | ------------------ |
| ۱.                 | «دختر شماره یک»        | چه‌یونگ پارک ایمی آلت برونو مارس کارتر لَنگ دی'مایل دیلن ویگینز عمر فدی                                           | مارس دی'مایل فدی لَنگ ویگینز      | ۳:۳۶               |
| ۲.                 | «ساعت ۳ صبح»           | پارک آلن جیکوب واینبِرگ اوجیولتا رائول کوبینا                                                                    | واینبِرگ اوجیولتا [a]             | ۲:۳۴               |
| ۳.                 | «دو سال»               | پارک مایکل پولاک گریگوری هاین جردن کی. جانسون استفان جانسون آیزایا تِجادا                                        | د مانسترز اند استرنجرز تِجادا [a] | ۲:۴۸               |
| ۴.                 | «تا آخرش سمی بودیم»    | پارک پولاک امیلی وارن ایوان بِلِیر                                                                                | بِلِیر                             | ۲:۳۷               |
| ۵.                 | «نوشیدنی یا قهوه»      | پارک آلن فِدی بلیک اسلتکین لَنگ ویگینز                                                                            | فِدی اسلتکین لَنگ ویگینز           | ۲:۱۳               |
| ۶.                 | «Apt.» (با برونو مارس) | پارک آلن کریستوفر «برودی» براون روژت چاهِید فِدی فیلیپ لارنس مارس ترون توماس سیرکوت هنری والتر مایک چپمن نیکی چین | مارس سیرکوت فِدی چاهِید            | ۲:۵۰               |
| ۷.                 | «گیم‌بوی»               | پارک آلن هاین ویلیامز کوبینا راب بایسل                                                                          | اوجیولتا بایسل                   | ۲:۴۷               |
| ۸.                 | «کمی بیشتر بمان»       | پارک سارا آرونز اندرو ولز                                                                                       | ولز                              | ۴:۰۷               |
| ۹.                 | «یکسان نیست»           | پارک آلن ویلیامز کوبینا بایسل                                                                                   | اوجیولتا بایسل                   | ۳:۰۴               |
| ۱۰.                | «آن را پایان بنامید»   | پارک وارن الوف لئولف پولاک گریف کلاوسان                                                                         | پولاک کلاوسان                    | ۲:۲۱               |
| ۱۱.                | «خیلی بد برای ما»      | پارک جیسون اویگان وین هکتور جیان استون فردی وکسلر بن فیلدینگ دین آشر                                            | وکسلر                            | ۳:۵۶               |
| ۱۲.                | «رقص تمام شب»          | پارک مورین مک‌دونالد گرگ کرستین                                                                                  | کرستین                           | ۳:۳۵               |
| مجموع مدت:         | مجموع مدت:             | مجموع مدت: | مجموع مدت:                       | ۳۶:۲۸              |

| رزی آهنگ جایزه‌ی محدود وینیل و نسخه دیجیتال | رزی آهنگ جایزه‌ی محدود وینیل و نسخه دیجیتال | رزی آهنگ جایزه‌ی محدود وینیل و نسخه دیجیتال | رزی آهنگ جایزه‌ی محدود وینیل و نسخه دیجیتال | رزی آهنگ جایزه‌ی محدود وینیل و نسخه دیجیتال |
| شماره                                      | نام                                        | نویسنده(ها)                                | تهیه‌کننده(ها)                              | مدت                                        |
| ------------------------------------------ | ------------------------------------------ | ------------------------------------------ | ------------------------------------------ | ------------------------------------------ |
| ۱۳.                                        | «ومپایرهولی»                               | پارک‌ آلن والتر فدی                         | سیرکوت فدی                                 | ۲:۵۲                                       |
| مجموع مدت:                                 | مجموع مدت:                                 | مجموع مدت:                                 | مجموع مدت:                                 | ۳۹:۲۰                                      |

| رزی آهنگ جایزه‌ی نسخه‌ی محدود | رزی آهنگ جایزه‌ی نسخه‌ی محدود                              | رزی آهنگ جایزه‌ی نسخه‌ی محدود        | رزی آهنگ جایزه‌ی نسخه‌ی محدود | رزی آهنگ جایزه‌ی نسخه‌ی محدود |
| شماره                       | نام                                                      | نویسنده(ها)                        | Producer(s)                 | مدت                         |
| --------------------------- | -------------------------------------------------------- | ---------------------------------- | --------------------------- | --------------------------- |
| ۱۳.                         | «دختر شماره یک» (اجرای زنده در کی‌بی‌اس۲ The Seasons ۲۰۲۴) | پارک آلن مارس اِمایل فدی لَنگ ویگینز | مارس دی'مایل فدی لَنگ ویگینز | ۴:۰۲                        |
| مجموع مدت:                  | مجموع مدت:                                               | مجموع مدت:                         | مجموع مدت:                  | ۴۰:۳۰                       |

## پرسنل
- رزی – آواز (همه‌ی قطعه‌ها), تهیه‌کننده‌ی اجرایی
- تدی پارک – تهیه‌کننده‌ی مشترک
- عمر فدی – گیتار, سینث‌سایزر (قطعه‌ی ۶)
- برونو مارس – آواز (قطعه‌ی ۶)
- گرگ کرستین – بیس, درام, گیتار الکتریک, پرکاشن, پیانو, مهندسی (قطعه‌ی ۱۲)
- ویل کوئنل – مسترینگ (قطعات ۱–۲, ۴, ۷, ۹, ۱۱)
- کریس گرینگر – مسترینگ (قطعات ۳, ۵–۶, ۸, ۱۰, ۱۲)
- سربن گِنیا – میکس صدا
- برایس بوردون – کمک میکسینگ
- جلی دورمان –مهندسی آواز (قطعه‌ی ۱)
- Kuk Harrell – مهندسی آواز, تولید آواز (قطعه‌ی ۱)
- بن هوگارث – مهندسی اضافی (قطعه‌ی ۱), مهندسی آواز (قطعه‌های ۳، ۱۰)
- بارت شودل – مهندسی آواز (قطعه های ۳–۴، ۸)
- اوجیولتا – مهندسی آواز (قطعه‌های ۳–۴), تولید آواز (قطعه‌ی ۸)
- چالز موینز – مهندسی (قطعه‌ی ۶)
- جولیان واسکز – مهندسی (قطعه‌ی ۶)
- جولیان بورک – مهندسی (قطعه‌ی ۱۲)
- مت تاگل – مهندسی (قطعه‌ی ۱۲)
- الکس رسواگلی – کمک مهندسی (قطعه‌ی ۶)
- رابرت پالما – کمک مهندسی (قطعه‌ی ۶)